# Guillaume de Péricard
Pour les articles homonymes, voir Péricard.
Guillaume de Péricard (né vers 1548 à Avranches et mort à Évreux le 26 novembre 1613) est un ecclésiastique qui fut  évêque d'Évreux de 1608 à 1613.

## Biographie
Guillaume de Péricard, issu d'une famille originaire de Normandie, est le fils de Jean de Péricard et d'Anne Martin fille d'un procureur au Parlement de Paris. Ses deux frères Georges de Péricard et François de Péricard se succèdent comme évêque d'Avranches de 1583 à 1639. Leur neveu François sera son coadjuteur et successeur comme évêque d'Évreux et leur petit-neveu François de Péricard sera ultérieurement évêque d'Angoulême . La sœur de ce dernier Michelle de Péricard († 1659) sera la mère de François de Montmorency-Laval évêque de Québec, canonisé en 2014.
Guillaume de Péricard destiné à une carrière religieuse dès son jeune âge il est successivement chanoine, chantre et doyen du chapitre de chanoines de la cathédrale de Rouen avant de devenir vicaire général de l'archevêque. Conseiller clerc au Parlement de Rouen en 1571 il est ligueur après 1588 mais ne parvient pas à se faire nommer président du parlement en 1592.Il est pourvu en commende de l'abbaye Saint-Taurin d'Évreux. Il est député de la province ecclésiastique de Rouen à l'assemblée du clergé de 1600 et de 1605
Il décide en 1606 de passer un accord avec son compatriote de Basse-Normandie le cardinal Jacques Davy du Perron et permute avec lui ce bénéfice ecclésiastique avec son évêché d'Évreux. C'est dans ce contexte qu'il est devient évêque d'Evreux en 1608 
Consacré par son oncle François de Péricard évêque d'Avranches, il prend possession de son siège par procuration le 15 septembre puis en personne le 12 octobre 1609. Dès le 12 décembre 1611, il obtient de s'adjoindre un coadjuteur et futur successeur en la personne de son neveu François de Péricard qui est nommé le même jour évêque titulaire de Tarse et qu'il consacre comme tel le 16 décembre 1612. Il meurt moins d'un an plus tard le 26 novembre 1613 et il est inhumé dans le chœur de la cathédrale d'Évreux .